# Alberto Prebisch
Alberto Prebisch (* 1. Februar 1899 in Tucumán; † 13. Oktober 1970 in Buenos Aires) war ein argentinischer Architekt und Politiker. Vom 26. Juni 1962 bis 12. Oktober 1963 war er Bürgermeister der Hauptstadt Buenos Aires.

## Leben
Alberto Prebisch wurde in Tucumán als Sohn deutscher Siedler geboren. Der Ökonom Raúl Prebisch ist sein Bruder. Er studierte Architektur an der Universidad de Buenos Aires und machte 1921 seinen Abschluss. Sein erster wichtiger Entwurf war der Zentralmarkt in Tucumán von 1924. Von Prebisch stammen auch der Obelisk und das Teatro Gran Rex in Buenos Aires sowie das Gran Rex-Kino in Rosario. Des Weiteren hat er Privathäuser, Apartment- und Bürogebäude und Läden entworfen.
1955 wurde er zum Dekan der Fakultät für Architektur an seiner ehemaligen Universität ernannt. Nach einem Zwischenspiel als Interims-Bürgermeister von Buenos Aires wurde er 1968 erneut Dekan. 1970 wurde Prebisch zum Direktor der Nationalakademie für Schöne Künste ernannt und starb nur Monate später, im Alter von 71 Jahren, in Buenos Aires.

## Werke

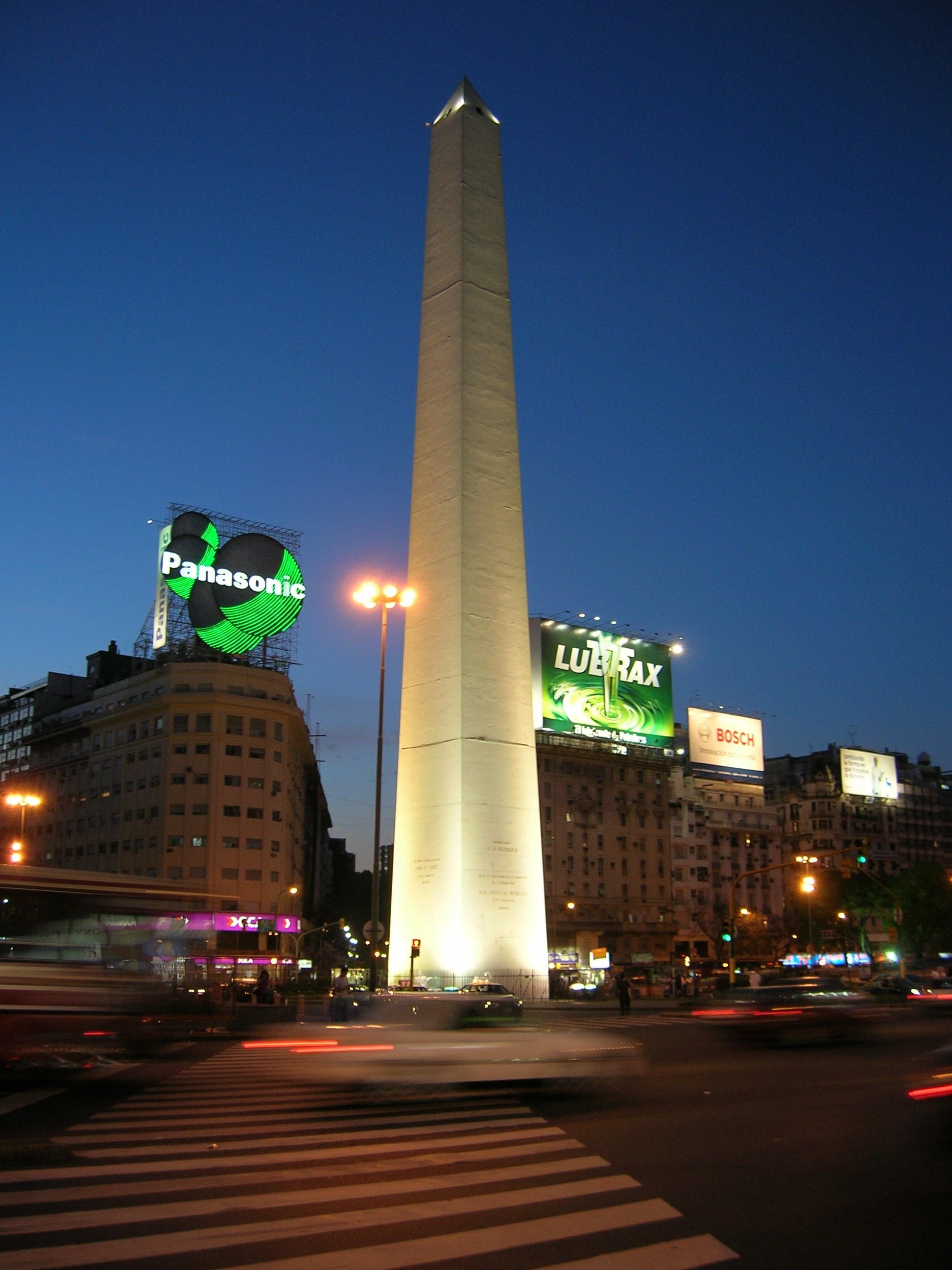
Der Obelisk von Buenos Aires (1937)
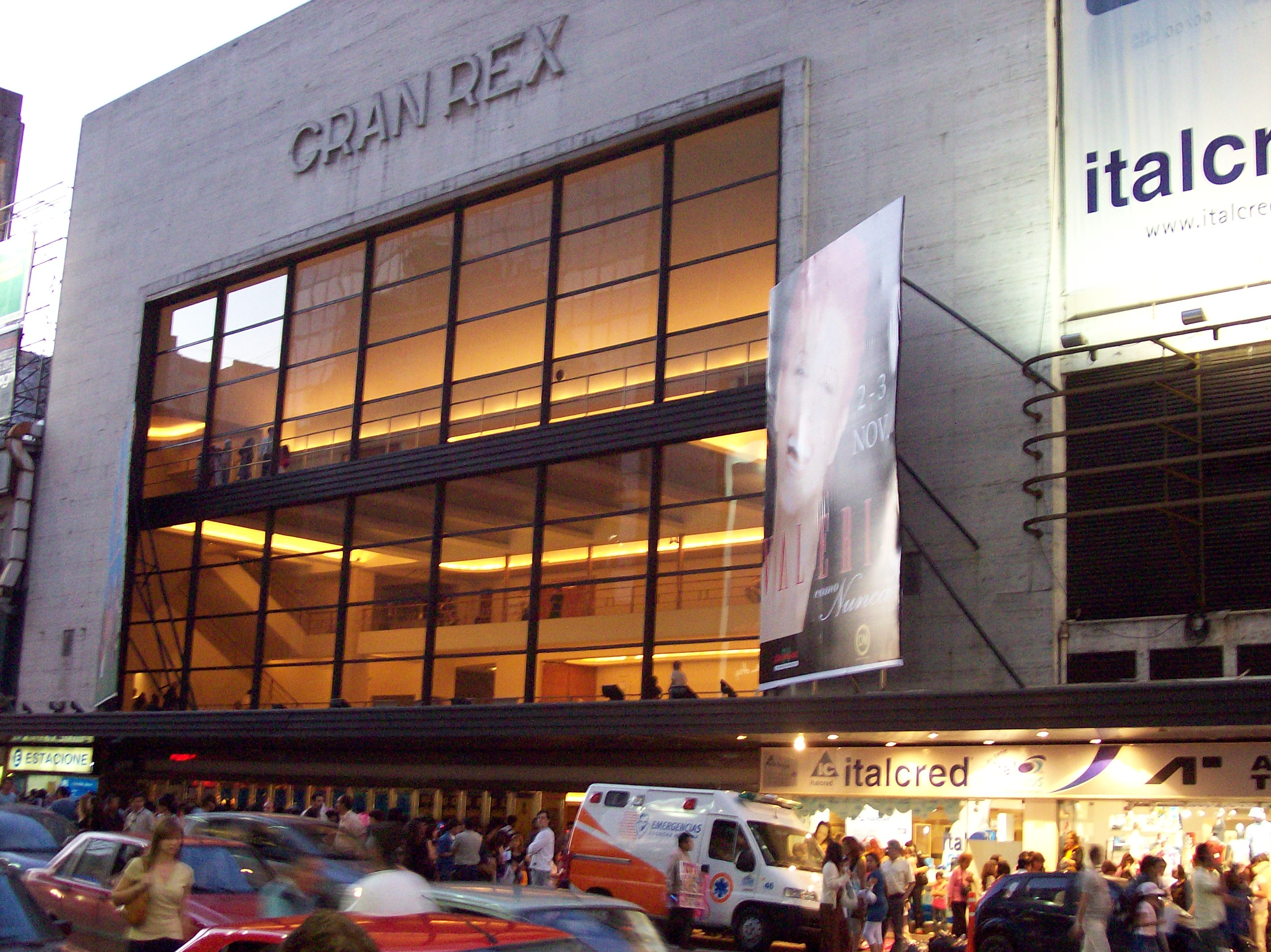
Gran Rex-Theater, Buenos Aires (1937)
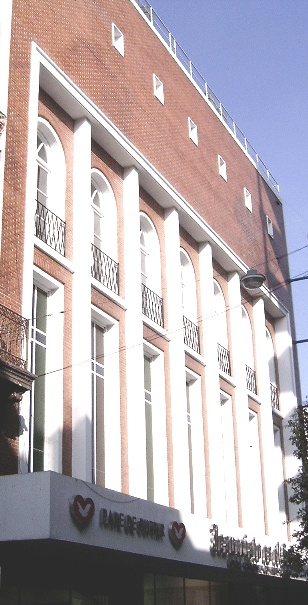
Gran Rex-Kino, Rosario (1945)
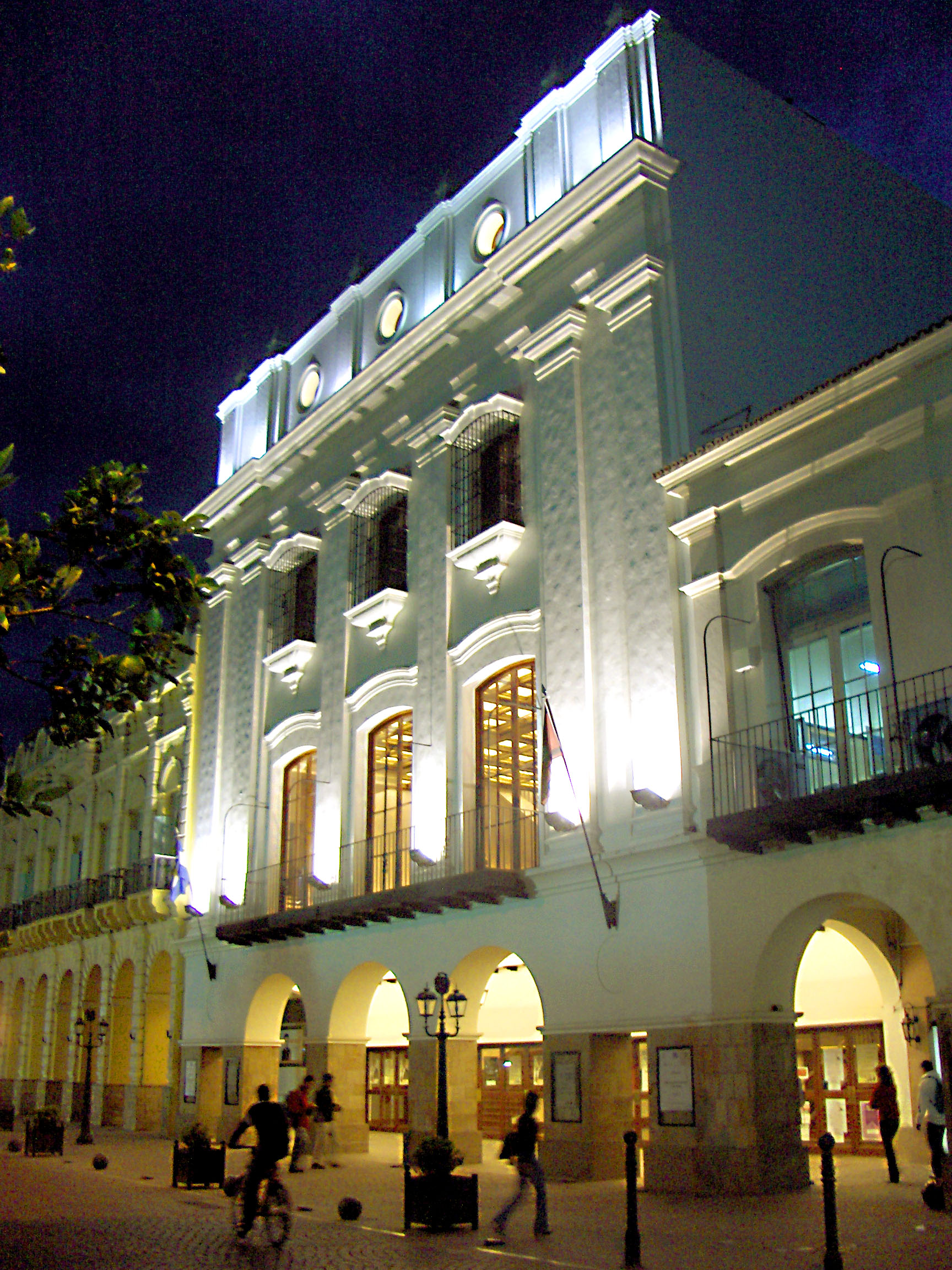
Victoria-Theater, Salta (1945)